# Dariusz Łoś
Dariusz Łoś (ur. 12 października 1956 w Warszawie) – polski lekkoatleta, specjalizujący się w skoku o tyczce, następnie trener.

## Życiorys
W młodości był zawodnikiem AZS-AWf Warszawa, Legii Warszawa, od 1979 Śląska Wrocław, od 1983 AZS-AWF Wrocław. Na mistrzostwach Polski seniorów zajął w skoku o tyczce 4. miejsce w 1978 i 5. miejsce w 1979. W 1985 zdobył w tej konkurencji brązowy medal mistrzostw Polski seniorów. Jego rekord życiowy w skoku o tyczce wynosi 5,25 (16.09.1979).
Jako trener pracował w Śląsku Wrocław, MKS Psie Pole, AZS-AWF Wrocław, Juvenii Wrocław i MKS MOS Wrocław. Zajmował się skokiem o tyczce i wielobojem. Jego zawodnikami byli m.in. Robert Sobera (mistrz Europy seniorów w skoku o tyczce w 2016), Paulina Hnida, Sylwester Zimny, Michał Chalabala, Marcin Przybył, Jacek Nabożny, Dawid Pyra, Mateusz Łoś.
Został wybrany najlepszym trenerem młodzieżowym w rankingu Polskiego Związku Lekkiej Atletyki za 2013 rok oraz najlepszym trenerem na Dolnym Śląsku w 2016 w Plebiscycie Gazety Wrocławskiej.